# Trzy dni (film 1991)
Trzy dni (lit. Trys dienos) – litewski dramat psychologiczny z 1991 roku w reżyserii Šarūnasa Bartasa, będący jego debiutem fabularnym.
Film prezentowany był w ramach sekcji "Forum" na 42. MFF w Berlinie, gdzie otrzymał wyróżnienie Jury Ekumenicznego oraz wyróżnienie FIPRESCI. Był też nominowany do Europejskiej Nagrody Filmowej za najlepszy debiut reżyserski. Obraz spotkał się z ciepłym przyjęciem w Europie, zwłaszcza we Francji, gdzie do grona jego wielbicieli należeli m.in. reżyserzy Leos Carax i Claire Denis, z którymi wkrótce Bartas rozpoczął współpracę.

## Fabuła
Dwóch młodych Litwinów spotyka w Królewcu dwie Rosjanki. Postanawiają spędzić razem noc, ale mają problem ze znalezieniem odpowiedniego miejsca. To nie ich jedyny problem – wszyscy czworo uważają bowiem, że ich życie jest żałosne i nie ma w nim za bardzo sensu. Poza przygnębiającą atmosferą, obraz wyróżnia niewielka ilość dialogów.

## Obsada
- Jekatierina Gołubiewa
- Rimma Łatypowa
- Arūnas Sakalauskas
- Audrius Stonys[3]

## Produkcja
Zdjęcia kręcono w Królewcu.